# As-Saba Szijuch
As-Saba Szijuch (arab. السبعة شيوخ; fr. Sebaa Chioukh)  – jedna z 53 gmin w prowincji Tilimsan, w Algierii, znajdująca się w północno-zachodniej części prowincji, około 31 km na północ od Tilimsan. W 2008 roku gminę zamieszkiwało 4634 osób. Numer statystyczny gminy w Office National des Statistiques d'Algérie to 1322.